# Moulin à eau
Pour les articles homonymes, voir Moulin à eau (homonymie).
Ne doit pas être confondu avec Moteur hydraulique hydrostatique.

Roue à aubes.

Un moulin à eau est un lieu où un moteur hydraulique est utilisé comme principal mécanisme utilisant l'énergie hydraulique, transmise par une roue à aubes ou à augets, pour mouvoir divers outils (moulins à grains ou à huiles, scieries, ateliers métallurgiques…). Cette énergie est fournie par l'écoulement gravitaire de l'eau, faisant tourner la roue, qui transmet son mouvement à divers mécanismes. Les systèmes les moins performants sont ceux qui sont mus par le courant d'une rivière (roues par-dessous), et qui sont tributaires de sa vitesse ; les systèmes les plus efficaces utilisent une chute, où l'eau est amenée par un canal ou une rigole, en provenance d'une prise sur un cours d'eau, ou une retenue (roues par-dessus). Plus rarement, c'est la marée qui est exploitée (cas des moulins à marée ou des usines marémotrices).
Quand le fluide utilisé est quelconque (huile ou autre) et que la force n'est pas la gravité, on parle de moteur hydraulique hydrostatique. 
Par métonymie, un moteur hydraulique est souvent appelé moulin, bien qu'en toute rigueur, cette appellation soit réservée aux mécanismes permettant de produire des farines et des huiles par la rotation d'une ou plusieurs meules, même si on parle aussi de moulin à foulon, de « mouliner » pour « tourner rapidement » ou de moulin pour les puits creusés dans les glaciers par la rotation de l'eau de fonte.
La technologie des moteurs hydrauliques a évolué vers celles des sites de production d'hydro-électricité, qui utilisent des turbines hydrauliques.

## Histoire

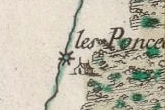
Symbolisation d'un moulin à eau sur la carte de Cassini (XVIII).

La scie de Hiérapolis, la plus ancienne machine connue utilisant un système de bielles et manivelles,,.

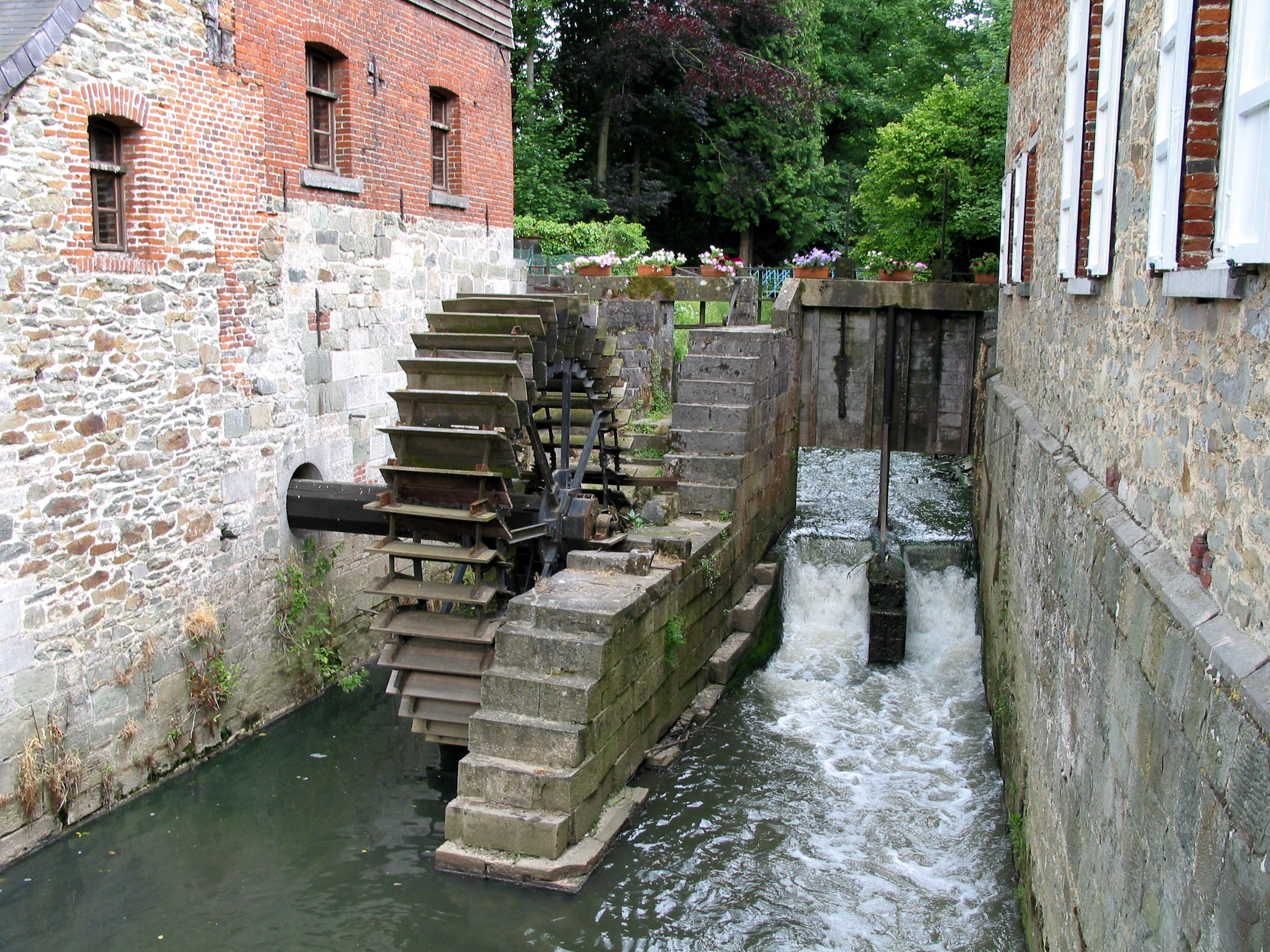
Moulin à eau de Braine-le-Château (XIIe siècle).

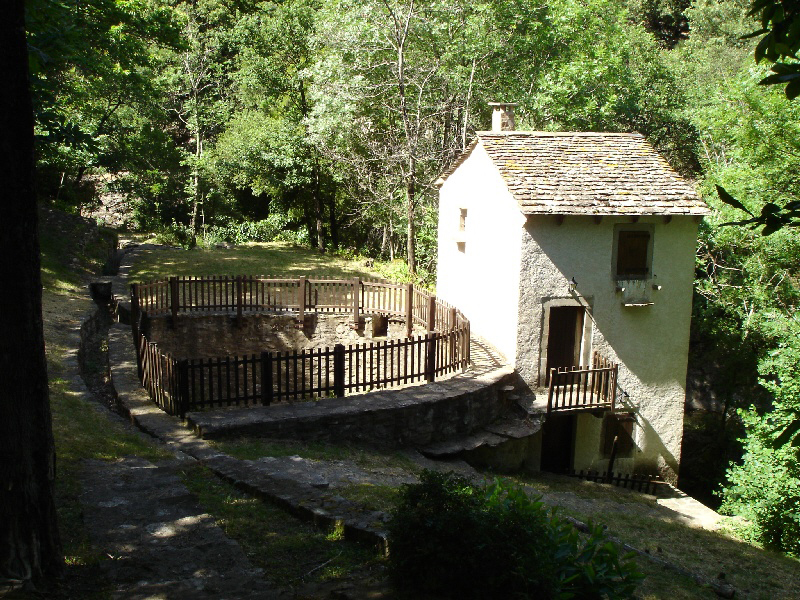
Castanet-le-Haut (Hérault). Moulin du Nougayrol contenant une cuve pour stocker l'eau nécessaire au fonctionnement et la conduite pour amener cette eau.

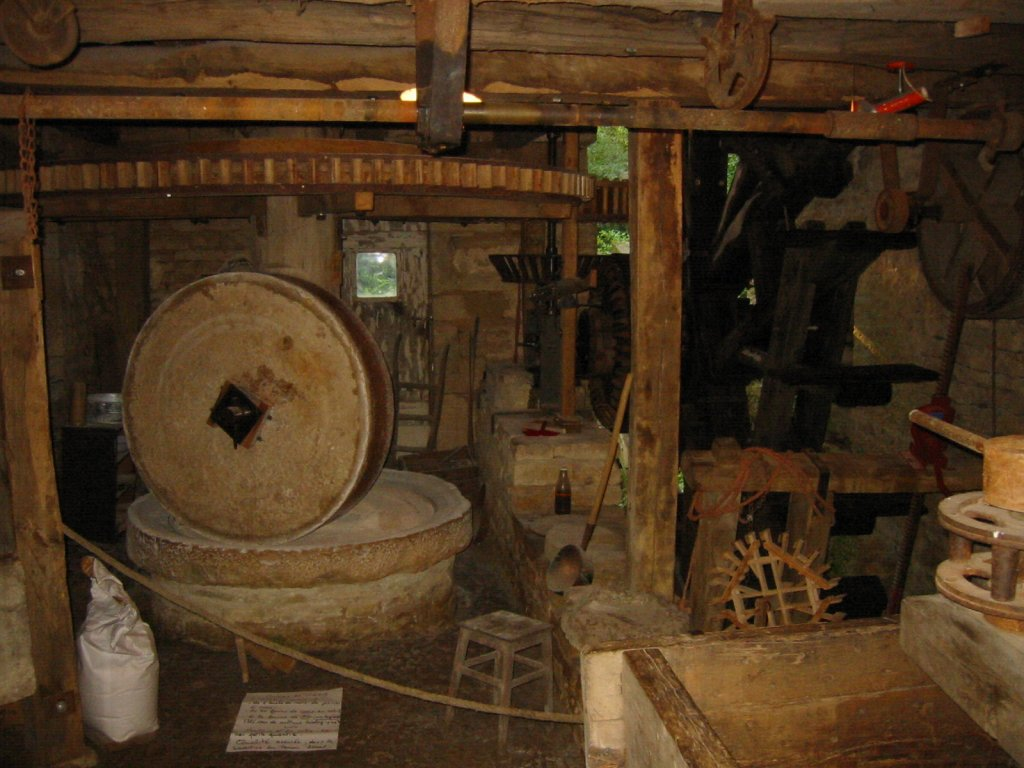
Ancien mécanisme de moulin à eau.

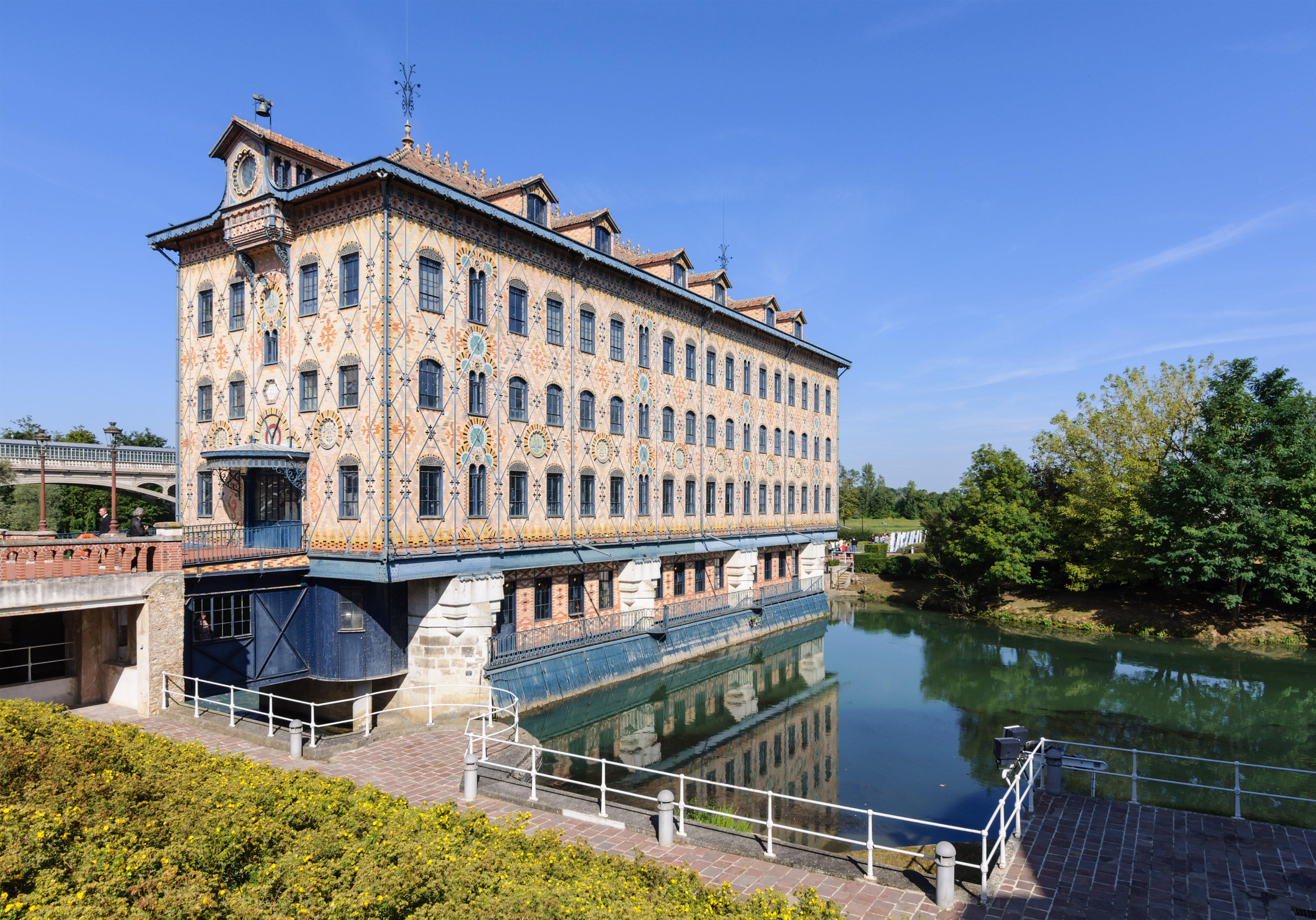
Moulin Saulnier (1872) de l'ancienne chocolaterie Menier à Noisiel, Seine-et-Marne.

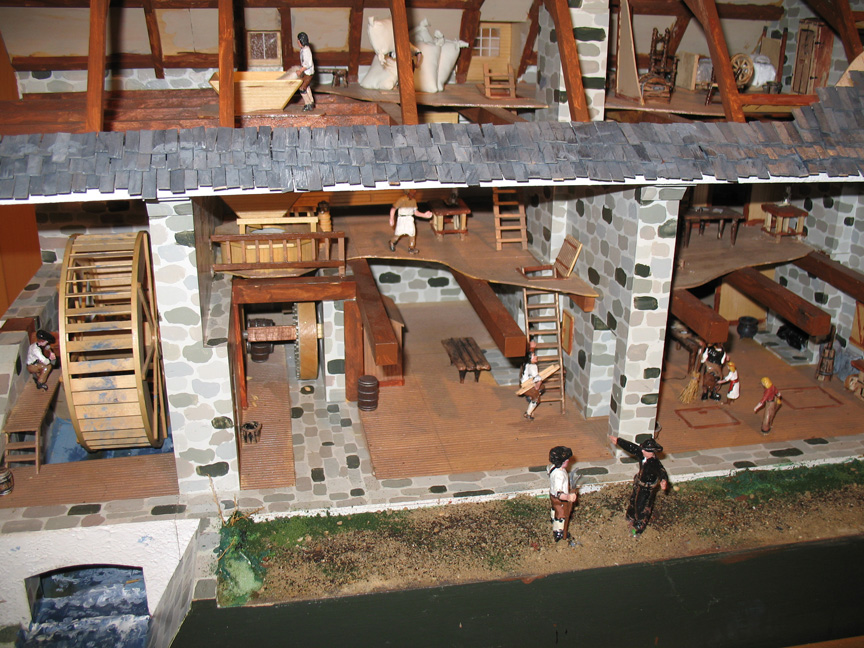
Maquette d'un moulin à eau (Québec).

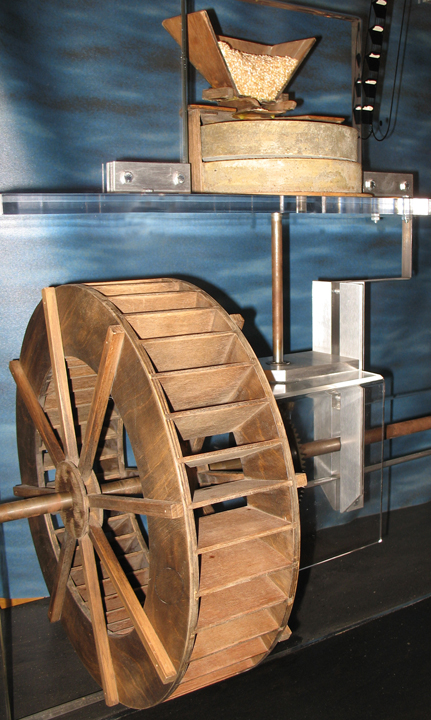
Maquette du mécanisme de transmission de la roue à aubes vers la meule à grains située à l’étage supérieur (moulin des Jésuites).

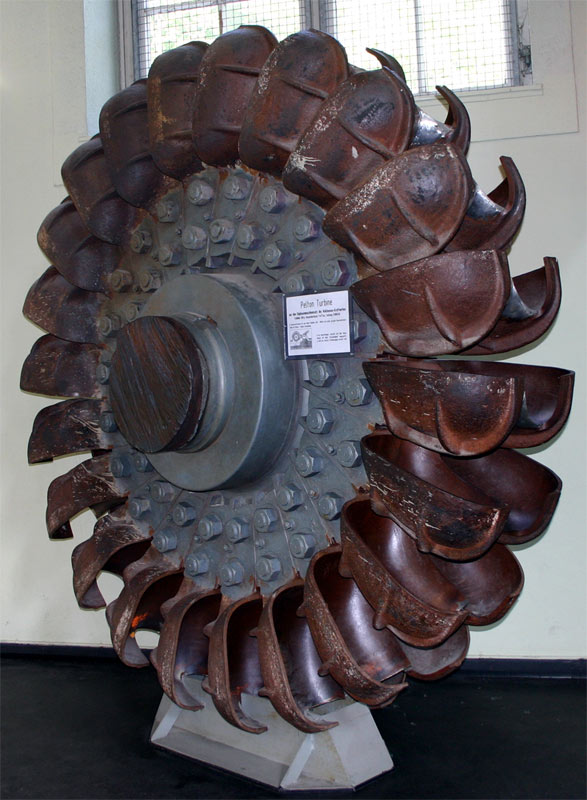
Roue Pelton.

Les plus anciens vestiges connus de moulin à eau sont à l'Est de la mer Méditerranée et au Proche-Orient. Strabon, dans le livre XVII de sa Géographie en 25 av. J.-C., écrit en avoir vu dans son enfance, dans le palais, situé à Cabeira (en Asie mineure, aujourd'hui en Turquie), de Mithridate VI Eupator, roi du Pont qui lutta contre l'invasion de l'Empire romain. En 30 av. J.-C., dans ses œuvres poétiques, Antipatros de Thessalonique raconte la vie de la meunière délivrée du devoir de faire tourner sa meule à la main, évoquant les nymphes qui, bondissant de la roue, font tourner l'essieu. La première description technique connue est de Vitruve, en 25 av. J.-C., puis en 15 av. J.-C. dans De architectura. La plus ancienne machine à eau connue utilisant un système de bielles et manivelles est représentée sur un bas-relief du IIIe siècle apr. J.-C. à Hiérapolis en Asie mineure. La scierie de Hiérapolis employait une paire de scies destinées à couper la pierre,,. Cinquante ans après les premiers écrits de Vitruve, ce qui correspond environ à l'an 25 apr. J.-C., des moulins à eau sont utilisés à la fois dans l'Empire romain et dans la Chine des Han.
En Europe, au Moyen Âge, le moteur hydraulique se développe parallèlement à la disparition de l'esclavage, à partir du IXe siècle : l'utilisation de l'énergie hydraulique plutôt qu'animale ou humaine permet une productivité sans comparaison avec celle disponible dans l'Antiquité (chaque meule d'un moulin à eau peut moudre 150 kg de blé à l'heure ce qui correspond au travail de quarante esclaves et le moulin antique a encore des vitesses de meule lentes). Le passage à des moulins à rythme rapide (roue réceptrice devenue plus petite que la roue émettrice) et à grande roue (grands rayons et grande pales assemblées se substituant aux pales monoxyles) caractérise cette période médiévale, depuis les moulins à eau carolingiens (tel celui d'Audun-le-Tiche), jusqu'aux moteurs du XIIIe siècle équipés d'arbres à cames qui permettent d'autres utilisations que le « moulin bladier » (en occitan) ou « blatier » (en français) (pour la mouture des céréales : blé, seigle, orge), l'hydraulique étendant son domaine d'application à toutes les activités mécaniques (scie ou martinet hydraulique, métallurgie, foulon, et même pompes d'exhaure dans les mines).
Au moins jusque dans les années 1700, on appelait « orbillion » ou « courson »« les endroits où il y a des pieux, ou de vieux vestiges de pieux, dans une rivière où il y a eu un moulin, ou quelque autre édifice que la suite des temps a ruinez ». Les « huissiez de justice » pouvaient mettre en demeure les riverains ou propriétaires de les entretenir ou démolir pour qu'ils ne puissent pas « blesser les bateaux ».

Tout d'abord, au cours du XIXe siècle, les scientifiques (Jean-Victor Poncelet, Lester Allan Pelton entre autres) développèrent les roues à aubes et les roues à augets pour en améliorer le rendement. Puis le moteur hydraulique fut progressivement abandonné au profit de la machine à vapeur, puis du moteur électrique. Certains moteurs, qui entraînaient mécaniquement les machines d'une usine, furent remplacés par des turbines hydrauliques, produisant de l'énergie électrique capable d'entraîner des machines plus modernes, ce qui permit d'améliorer les rendements tout en tirant l'énergie primaire du même cours d'eau. Cette modification simplifia également grandement les installations, l'énergie électrique étant délivrée à chaque machine par un câble sous tension, qui remplaçait un jeu de courroies débrayables dangereuses se greffant sur un arbre moteur parcourant parfois tout un atelier.

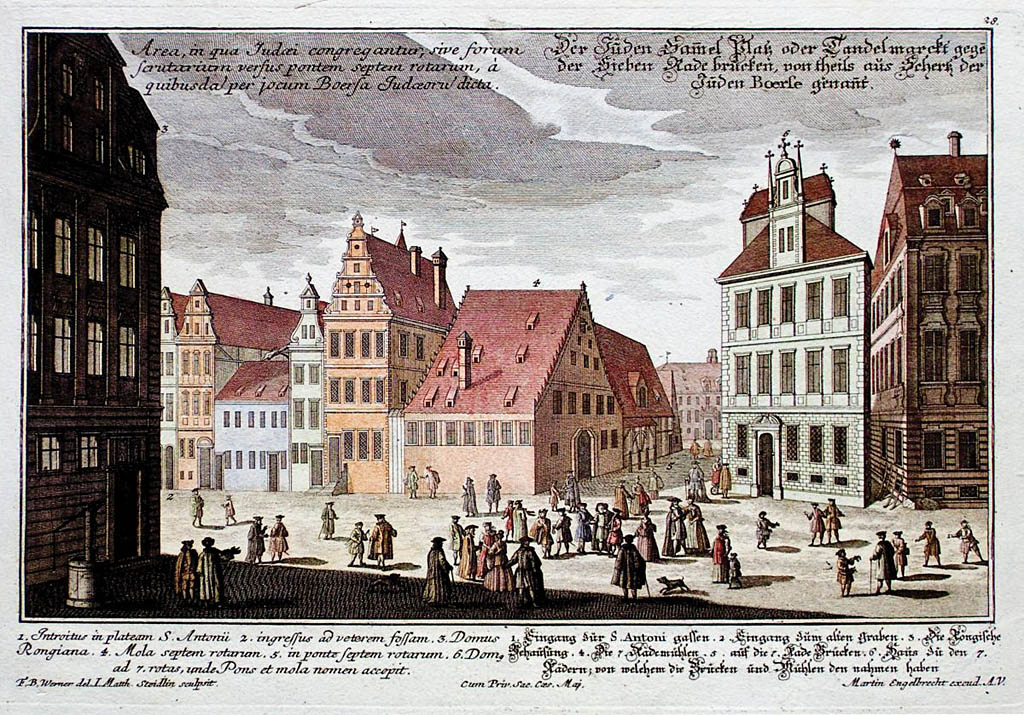
Le (au centre) construit en 1291 et représenté v. 1730, Wrocław (Pologne).

En France, le droit d'eau des moulins est le seul droit féodal resté en usage après la Révolution française. Il permet aux moulins qui existaient avant 1789 d'utiliser la force motrice de l'eau pour produire de l'énergie, y compris de l'électricité. Les moulins plus récents peuvent aussi y prétendre, à condition de justifier d'un règlement d'eau qui fixe leurs conditions de fonctionnement (niveau d'eau maximum de la retenue, débit, obligations d'entretien, servitudes, etc.). De nos jours, la tendance est à la suppression des retenues d'eau (cette suppression est largement subventionnée[réf. nécessaire]), plutôt qu'à leur aménagement par la création par exemple de passes à poissons, mais la suppression des retenues entraîne la perte du droit d'eau par les propriétaires. Cette politique vise à restaurer la continuité écologique des cours d'eau, en favorisant la remontée des poissons migrateurs et le transport des alluvions charriées par le cours d'eau vers l'aval. Entre 2015 et 2020, plus d'un quart des aménagements des moulins ont été démantelés, 5 000 d'ici 2027 sur 18 000 moulins recensés.

## Technique
L'énergie du cours d'eau, dont une partie de l'eau est généralement captée dans un canal (bief) permettant de contrôler le débit (grâce à l'abée) et d'obtenir une hauteur de chute suffisante. Le bief porte différents noms suivant les lieux : boëlle en Ile-de-France par exemple

### Roues à axe horizontal
L'énergie du cours d'eau est transformée en mouvement grâce à deux grands types de roues : les roues par-dessous, dont la rotation est provoquée uniquement par la vitesse du courant, et les roues par-dessus, dont la rotation est provoquée par la chute de l'eau sur les pales, et qui sont d'un meilleur rendement puisque la gravité s'ajoute à la vitesse de l'eau. Dans la majorité des cas la roue à aubes est verticale (axe horizontal).
Les roues les plus simples sont à aubes (simples planches perpendiculaires au sens de rotation). Les plus sophistiquées sont à augets, le remplissage successif des augets créant une grande inertie qui donne un mouvement régulier et une plus grande puissance. Les roues à augets se contentent d'un débit plus faible que les roues à aubes, mais ne peuvent fonctionner que sous une chute d'une hauteur au moins égale au diamètre de la roue, ce qui nécessite un aménagement hydraulique relativement sophistiqué (prise d'eau en rivière, canal d'amenée), plus facilement réalisable dans les régions présentant du relief (vallées montagnardes notamment).

### Roues à axe vertical
Certains moulins utilisent une roue horizontale (à axe vertical) : les moulins à rodet. Cette technique, présente autrefois largement en France (visible en fonctionnement en Valgaudemar ) est encore très répandue dans l'Atlas marocain et ailleurs, dans des versions très simples et peu coûteuses. L'énergie du cours d'eau est souvent captée par une buse finale, ou canon, permettant de frapper l'auget au meilleur endroit, avec le bon angle.
À partir de la révolution industrielle, et plutôt au XXe siècle, cette technique est améliorée : la « turbine », permet de passer d'un rendement de 25 % à plus de 80 %. Il est adapté en particulier dans le cas des moulins « à retenue », qui sont en général de taille modeste. Le niveau d'eau est maintenu à une hauteur suffisante en amont du moulin par un barrage ou un seuil muni d'un déversoir.
Ce matériel est réputé blesser ou tuer les poissons, alors qu'ils franchissent sains et saufs les roues à axe horizontal. Dans tous les cas une grille protège la roue ou la turbine des encombres amenés par le courant qui pourrait endommager ces pièces. Cette grille doit être nettoyée régulièrement. Dans certaines installations, l'eau nécessaire au fonctionnement est amenée par une conduite dans une cuve de stockage attenante au moulin.
L'énergie produite par un moteur hydraulique est utilisée localement. Elle est transmise et éventuellement démultipliée mécaniquement à l'appareil à mouvoir, par l'intermédiaire d'engrenages ou de courroies. Les mécanismes les plus élaborés transmettaient l'énergie mécanique à tous les postes de travail d'une usine, même dans les étages, au moyen de complexes jeux de courroies, comme dans les tissages.

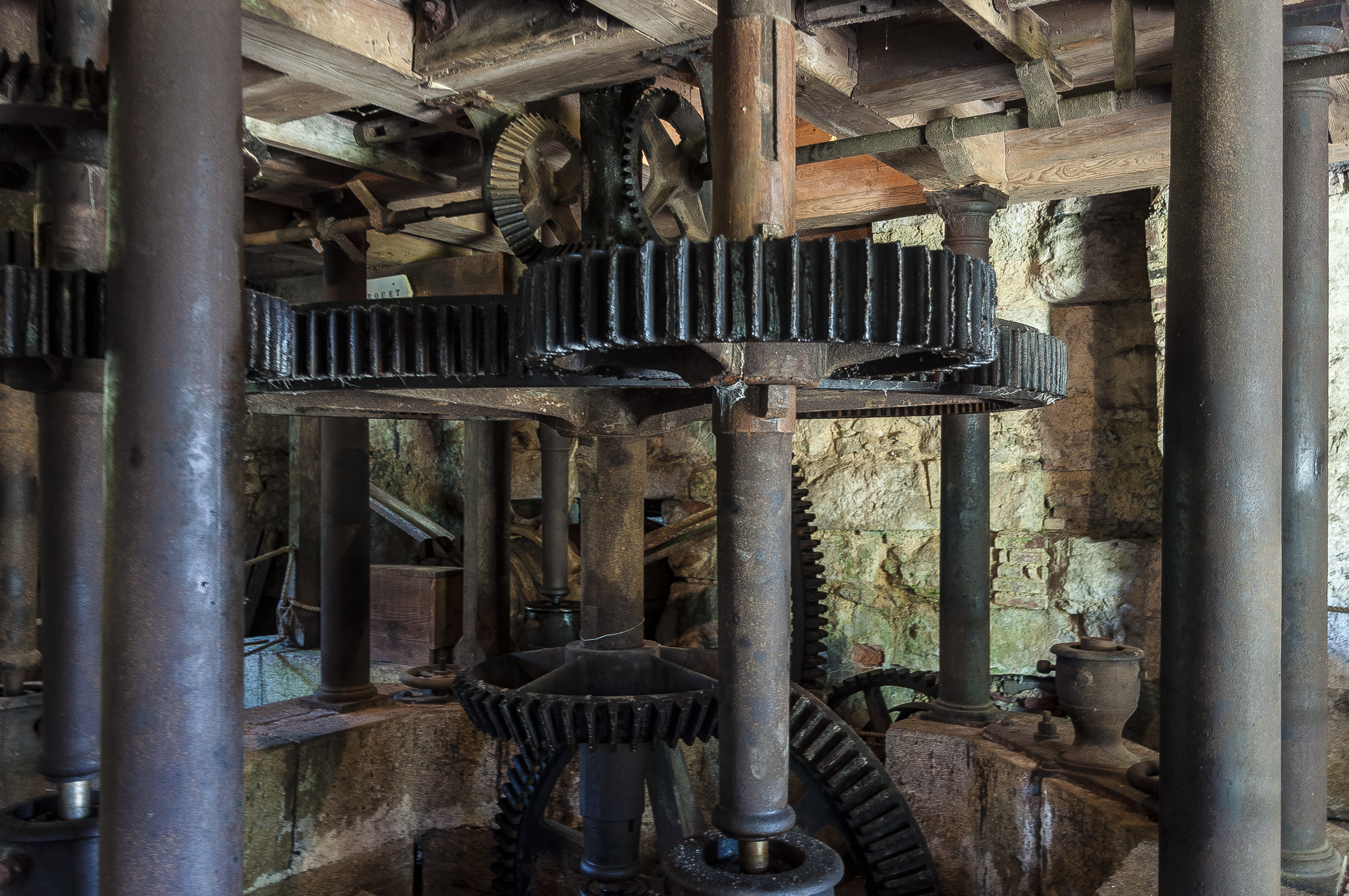
Mécanisme du moulin de Courtelevant.

## Usages
Les moteurs hydrauliques servaient à de multiples usages pré-industriels :
- moudre des céréales, l'usage le plus ancien ;
- extraire l'huile des oléagineux : noix, colza, etc. ;
- dans l'industrie forestière, les scieries hydrauliques ;
- pour le textile : ribes, foulons, métiers à tisser ;
- pour le travail des métaux : meules, forges, martinet, marteau-pilon ;
- pour le tournage sur bois, métaux, os, corne, etc. ;
- pour actionner des pompes, notamment pour l'extraction minière ;
- moulin à papier : du XIIIe au XVIIIe siècle, l'énergie du moteur servait à défibrer les chiffons détrempés en pâte à papier en actionnant une pile à maillets, ensemble de pilons munis de pointes. Au XIXe siècle, elle actionne en outre la machine à papier en continu. Mais le terme moulin est alors abandonné au profit du terme papeterie.

Marteau-pilon ou martinet.

Dans les pays de montagne, la force de l'eau a servi d'énergie industrielle jusqu'à la diffusion de l'électricité et jusqu'au milieu du XXe siècle.
En outre, la roue oxygène l'eau ce qui favorise la pratique de la pisciculture en aval du moulin dès le Moyen Âge.
De nos jours, en France, la pisciculture, principalement du bar et de la daurade, utilise les circuits de refroidissement d'eau de centrale nucléaire, comme l'exploitation d'Aquanord, à Gravelines. Cette piscifacture produit entre 1 000 à 1 500 tonnes par an de ces deux poissons.
Quelques exemples de sites qui utilisent (ou utilisaient) cette énergie hydraulique :
- la machine de Marly qui faisait fonctionner les cascades, fontaines et bassin du jardin du château de Versailles ;
- la machine à eau de Porcheresse[18] (Belgique) est plus modeste et plus récente, elle fournit un exemple simple de ce type de machines ; usinée dans la même fonderie liégeoise que la machine de Marly, elle assurait la distribution d'eau du village ;
- le pavillon de Manse qui se trouve à Chantilly et qui abritait une machine hydraulique qui avait la même fonction pour les jardins du château de Chantilly ;
- moulins à eau de R'haouet près de Batna en Algérie mais dont l'utilisation est menacée[19].

### Bibliographie

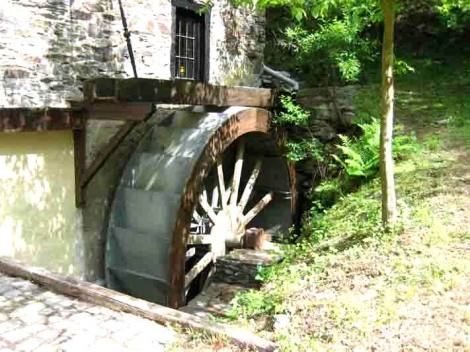
Roue du Kolliger Mühle (Allemagne)

#### Inventaire des technologies
- Pierre-Louis Viollet, Histoire de l'énergie hydraulique: moulins, pompes, roues et turbines de l'Antiquité au XXe siècle, Ponts et Chaussées, 2006 (ISBN 2-85978-414-4, lire en ligne), p. 11
- Jean Bruggeman, Moulins : maîtres des eaux, maîtres des vents, Paris, Rempart, coll. « Patrimoine vivant », 1997. L'auteur aborde ce sujet sous l’aspect technique, architectural, technique et humain.
- Jean Orsatelli, Les Moulins à vent et à eau, Marseille, Lafitte, 1995, 4e éd., (1re éd. 1987), in-4 br., 196 p., 435 ill. dessin.

#### Hydrologie
- Pierre-Louis Viollet, L'hydraulique dans les civilisations anciennes : 5 000 ans d'histoire, Paris, Presses de l'école nationale des Ponts et Chaussées (ENPC), 2005.
- Maurice Chassain, Moulins de Bretagne, Spézet, éd. Keltia Graphic, 1993.
- Art du Meunier, Ed FFAM, 120 pages illustrées de planches de l’Encyclopédie, n° spécial 18 de la revue Moulins de France, 2006, FFAM
- Glossaire de molinologie. Roland Flahaut. Ed. FFAM, 135 p. n° spécial 19 de Moulins de France, FFAM
- Écrits et archives Claude Rivals, Ed. FFAM, 230 pages, n° spécial 20 de Moulins de France, mai 2008, FFAM
- Restaurer le moulin, de Jean Bruggeman, Ed. FFAM - ARAM N/PdeC, mai 2008. 128 p. 345 illustrations (photographies, plans, croquis). FFAM
- Roues hydrauliques, d'Alain Schrambach, Ed. FFAM, mai 2009. 160 p. n° spécial 22 de Moulins de France, illustrations, plans, croquis. FFAM
- Guide pour la réhabilitation des moulins hydrauliques en vue de la production d'électricité , de Michel Heschung. Master en Architecture et Développement durable, 2007, 112 p., FFAM
- Moteurs autres que les roues hydrauliques, de Alain Schrambach, Ed. FFAM, avril 2010. 142 p. n° spécial 23 de Moulins de France, illustrations, plans, croquis. FFAM
- Moulins de Seine normande de Vernon à la Manche, du XIIe au XVIIIe siècle, moulins ruraux et isolés, moulins à roue pendante, moulins bateaux, de Patrick Sorel, Ed. FFAM, avril 2010. 152 p. n° spécial 24 de Moulins de France, illustrations, plans, croquis.